# Daihatsu Tanto Exe
Daihatsu Tanto Exe (яп. ダイハツ・タントエグゼ; хепбёрн Daihatsu Tanto Eguze) — автомобиль японской компании Daihatsu. Относится к категории кей-каров.
Выпускался с декабря 2009 года по апрель 2015 года на заводе Daihatsu Motor Kyushu Co., Ltd в городе Накацу. С 20 апреля 2010 года автомобиль выпускался компанией Subaru под названием Subaru Lucra (яп. スバル・ルクラ; хепбёрн Subaru Rukura).
Производство Tanto Exe было прекращено 2 октября 2014 года из-за снижения продаж, вызванного выпуском серии LA600 Tanto годом ранее. 1 апреля 2015 года Subaru Lucra также был снят с производства из-за изменения правил налогообложения.

## Технические характеристики
С самого начала производства Tanto Exe собирался в трёх кузовах: DBA-L455S, CBA-L455S и CBA-L465S, а в октябре 2010 года добавился кузов DBA-L465S. С мая 2012 года и по настоящее время, автомобили в кузовах CBA-L455S и CBA-L465S не собираются. В переднеприводных моделях применяется бесступенчатая коробка передач, а в полноприводных — четырёхступенчатая автоматическая.
С ноября 2011 года все автомобили, за исключением версий с турбонаддувом, оборудованы системой «старт-стоп».
DBA-L455S
В данном кузове устанавливались 2 модели двигателей. В комплектациях Custom и Special Edition — 3-цилиндровый 12-клапанный бензиновый двигатель, объёмом 658 см³. Модель двигателя — KF-VE, мощность — 58 лошадиных сил, степень сжатия — 10,8.
В стандартной комплектации — 3-цилиндровый 12-клапанный бензиновый двигатель, объёмом 658 см³. Модель двигателя — KF, мощность — 52 лошадиные силы, степень сжатия — 11,3.
DBA-L465S
Силовые установки автомобилей данного кузова — двигатель KF мощностью 64 лошадиные силы с турбонаддувом. Расход топлива составлял 21,4 км/л в режиме JC08 (японский метод измерения расхода топлива). Также устанавливался атмосферный двигатель мощностью 52 л.с. Тип привода — полный.
В настоящее время расход топлива составляет 26 км/л в режиме JC08.
CBA-L455S
CBA-L465S

## Галерея
- Вид сзади
- Tanto Exe Custom G (L455S)
- Tanto Exe Custom RS Turbo 4WD (L465S)
- Subaru Lucra L (L455F)
- Lucra Custom R Limited (L455F)
- Интерьер